# Silene caespitella
Silene caespitella är en nejlikväxtart som beskrevs av Frederic Newton Williams. Silene caespitella ingår i släktet glimmar, och familjen nejlikväxter. Inga underarter finns listade i Catalogue of Life.